# Tom Kempers
Tom Kempers (Bussum, 1 juni 1969) is een Nederlands voormalig tennisser die tussen 1987 en 1999 actief was als professional.
Tom Kempers stond jarenlang rond de 50, 60 van de wereld in het dubbelspel en won vier ATP-toernooien en verloor twee finales.
In het enkelspel versloeg hij o.a. Medvedev, Krajicek. In 1996 kwalificeerde hij zich voor Wimbledon en versloeg hij met Tom Nijssen
Eltingh/Haarhuis om bij de laatste 16 te stranden tegen Philipoussis/Rafter.
In 1997 versloeg hij met Menno Oosting de nummers 1 van de wereld Woodbridge/Woodforde op de US Open in New York.
Hij speelde jarenlang eredivisie voor TC de Manege in Apeldoorn en werd daarmee 2 x Nederlands kampioen.
Sinds september 2010 runt Kempers samen met Tjerk Bogtstra een Tennis Academy bij Tenniscenter Heuvelrug in Doorn.

## Finales

### Dubbelspel
| Nr.                           | Datum             | Toernooi       | Ondergrond | Partner          | Tegenstanders in finale        | Score         | Details |
| ----------------------------- | ----------------- | -------------- | ---------- | ---------------- | ------------------------------ | ------------- | ------- |
| Gewonnen finales heren dubbel |                   |                |            |                  |                                |               |         |
| 1.                            | 29 september 1991 | ATP Palermo    | Gravel     | Jacco Eltingh    | Emilio Sánchez Javier Sánchez  | 3–6, 6–3, 6–3 | Details |
| 2.                            | 3 oktober 1994    | ATP Palermo    | Gravel     | Jack Waite       | Neil Broad Greg Van Emburgh    | 7–6, 6–4      | Details |
| 3.                            | 15 maart 1998     | ATP Kopenhagen | Tapijt (i) | Menno Oosting    | Jan Siemerink Brett Steven     | 6–4, 7–6      | Details |
| 4.                            | 2 augustus 1998   | ATP Kitzbühel  | Gravel     | Daniel Orsanic   | Joshua Eagle Andrew Kratzmann  | 6–3, 6–4      | Details |
| Verloren finales heren dubbel |                   |                |            |                  |                                |               |         |
| 1.                            | 7 oktober 1990    | ATP Athene     | Gravel     | Richard Krajicek | Sergio Casal Javier Sánchez    | 6–4, 6–7, 3–6 | Details |
| 2.                            | 8 oktober 1995    | ATP Valencia   | Gravel     | Jack Waite       | Tomás Carbonell Francisco Roig | 5–7, 3–6      | Details |

## Prestatietabel
| Legenda | Legenda                          |
| ------- | -------------------------------- |
| g.t.    | geen toernooi gehouden           |
| l.c.    | lagere categorie                 |
| –       | niet deelgenomen                 |
| G       | uitgeschakeld in de groepsfase   |
| 1R      | uitgeschakeld in de eerste ronde |
| 2R      | uitgeschakeld in de tweede ronde |
| 3R      | uitgeschakeld in de derde ronde  |
| 4R      | uitgeschakeld in de vierde ronde |
| KF      | uitgeschakeld in de kwartfinale  |
| HF      | uitgeschakeld in de halve finale |
| F       | de finale verloren               |
| W       | het toernooi gewonnen            |
| w-v     | winst/verlies-balans             |

### Prestatietabel grand slam, dubbelspel
| Toernooi        | 1992 | 1993 | 1994 | 1995 | 1996 | 1997 | 1998 | 1999 |
| --------------- | ---- | ---- | ---- | ---- | ---- | ---- | ---- | ---- |
| Australian Open | 2R   | 1R   | 1R   | 1R   | 1R   | 3R   | 2R   | 2R   |
| Roland Garros   | 2R   | 2R   | –    | 1R   | 1R   | 3R   | 1R   | –    |
| Wimbledon       | 3R   | –    | 2R   | 2R   | 3R   | 1R   | 1R   | 1R   |
| US Open         | –    | –    | –    | 2R   | 2R   | 2R   | 1R   | –    |